# Никомаха
Никомаха (др.-греч. Νικομάχη; род. около 480 года до н. э.) — древнегреческая аристократка, дочь афинского полководца Фемистокла от второго брака. Жена своего двоюродного брата Фрасикла.

## Биография

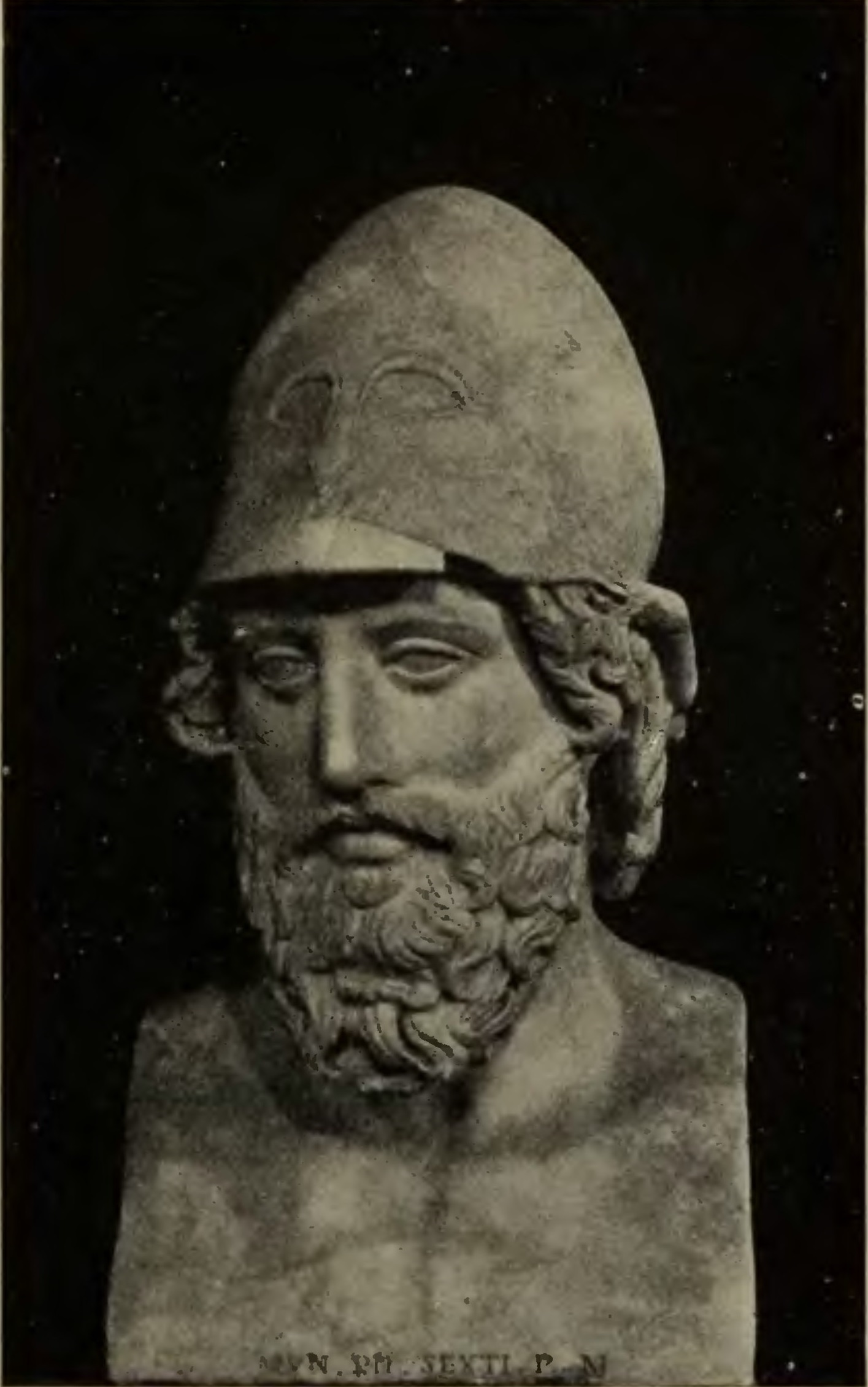
Бюст Фемистокла, отца Никомахи

Никомаха была дочерью афинского политика и полководца Фемистокла и его второй жены. Её отец происходил из знатного жреческого рода Ликомидов, чья генеалогия восходила к герою Лику. Имя матери неизвестно, но исследователь Роберт Литтман предположил, что она была эпиклерой — единственной дочерью-наследницей. По мнению историка Салли Хамфрис, имя Никомаха («Побеждающая в битве») было политически мотивированным. Скорее всего, девушка получила его в честь побед греков над персами в 480 году до н. э. и родилась вскоре после них, когда её отец был в зените славы.
Согласно Плутарху, у Фемистокла было десять детей, пять мальчиков и пять девочек. Никомаха была дочерью от второго брака, в котором родились ещё две девочки — Мнесиптолема и Асия. Так как сестры не имели полнородных братьев, все они стали наследницами своей матери. Никомаха оставалась незамужней при жизни своего отца, после смерти Фемистокла в Магнесию-на-Меандре приехал его племянник Фрасикл, который женился на Никомахе и удочерил её младшую сестру — Асию. Старшая из сестер, Мнесиптолема, вышла замуж за Археполида — сына Фемистокла от первого брака. Эти эндогамные браки объяснялись стремлением родственников Фемистокла сохранить состояние, унаследованные дочерьми второй жены, внутри семьи.

### Комментарии
1. ↑  По мнению исследователя Питера Бикнелла, он был сыном младшего брата Фемистокла — Менона, о котором известно из одного остракона из Керамика[5].
2. ↑  Афинское законодательство разрешало браки между единокровными братом и сестрой, но не между единородными.